# ...на одређено време (филмски серијал)
Рад на одређено време је југословенски филм из 1980. године. 1982. године је снимљен наставак под именом Мој тата на одређено време, а 1986. је снимљен и трећи део под називом Развод на одређено време.

## Тематика серијала
Овај серијал „на одређено време“ је комична прича о озбиљности живота. Љубиша Самарџић тумачи лик Синише, наставника запосленог на одређено који исто тако привремено станује у стану своје удате сестре.
Синиша је добар, помало неспретан човек, којем често недостаје и мало среће. Светлана, коју тумачи Милена Дравић, је изузетно лепа и блага, склона да одабере лоше мушкарце. Обично би се састанци завршили разочарањем, а у њој је све више расла жеља да пронађе мужа и оца за Ивана. Све ове авантуре одигравају се на изузетно духовит начин, али испод површине приказују и све потешкоће са којима се људи боре када не могу да остваре неке од основних услова за стабилан и независан живот.

## Филмови

### Рад на одређено време
- Рад на одређено време

Прича о животним проблемима наставника који „привремено“, то јест, десет година, станује код удате сестре, у претрпаном једнособном стану у коме, такође „привремено“, живи и сестра његовог зета. Има диплому, али нема сталан посао. Наставник је на одређено време у школи коју похађа дечак који живи сам са мајком. Дечак жели да има оца, али да он буде по његовом избору, а не по укусу његове мајке. Изгледа да баш наставник највише одговара дечаковој представи о лику оца...

### Мој тата на одређено време
- Мој тата на одређено време

Самохрана мајка Светлана, њен дванаестогодишњи син и вечито привремено запослени Синиша западају и даље у разне неприлике. Синиша се најзад одлучи да запроси Светлану, али се управо тада враћа њен бивши муж. Док Синиша, у потрази за сталним послом, претерује у ревности код заводљиве чланице комисије, муж наговара Светлану да обнове заједнички живот, нудећи јој богатство и путовања. Односи се заплићу све до срећног завршетка који ипак није лишен нових забуна...

### Развод на одређено време
- Развод на одређено време

Синиша и Светлана крећу на медени месец у Шпанију али су грешком туристичке агенције завршили на обалама Црногорског приморја. Разочарани се враћају у Београд где их чекају нови проблеми, Светлана је поднела захтев за добијање стана али предност имају разведене мајке са децом. Они одлучују да се разведу на одређено време како би преварили стамбену комисију и добили стан.

## Улоге
| Лик                | Филм                   | Филм                       | Филм                     |
| Лик                | Рад на одређено време  | Мој тата на одређено време | Развод на одређено време |
| ------------------ | ---------------------- | -------------------------- | ------------------------ |
| Светлана Милановић | Милена Дравић          | Милена Дравић              | Милена Дравић            |
| Синиша Пантић      | Љубиша Самарџић        | Љубиша Самарџић            | Љубиша Самарџић          |
| Иван Милановић     | Никола Којо            | Никола Којо                | Душан Петковић           |
| Милутин Ракочевић  | Бата Живојиновић       | Бата Живојиновић           | Бата Живојиновић         |
| Коса Ракочевић     | Власта Кнезовић        | Власта Кнезовић            | Власта Кнезовић          |
| Сека Пантић        | Јелисавета Сека Саблић | Јелисавета Сека Саблић     | Јелисавета Сека Саблић   |
| Косина мама        | Оливера Марковић       | Оливера Марковић           | Оливера Марковић         |
| Радомир            | Владан Живковић        | Владан Живковић            | Владан Живковић          |
| Жељко              | Реља Башић             | Реља Башић                 |                          |
| Ружица Звезданић   | Неда Арнерић           | Неда Арнерић               |                          |
| Бора               |                        | Борис Дворник              | Гидра Бојанић            |
| Виолета            |                        | Нада Војиновић             |                          |
| Матилда            |                        |                            | Даница Максимовић        |
| Соја               |                        |                            | Лидија Вукићевић         |